# Washington Open 1997 - Qualificazioni singolare
Le qualificazioni del singolare al Washington Open 1997 sono state un torneo di tennis preliminare per accedere alla fase finale della manifestazione. I vincitori dell'ultimo turno sono entrati di diritto nel tabellone principale. In caso di ritiro di uno o più giocatori aventi diritto a questi sono subentrati i lucky loser, ossia i giocatori che hanno perso nell'ultimo turno ma che avevano una classifica più alta rispetto agli altri partecipanti che avevano comunque perso nel turno finale.
Le qualificazioni del torneo Washington Open 1997 prevedevano 28 partecipanti di cui 7 sono entrati nel tabellone principale.

## Teste di serie
1. Luis Herrera (Qualificato)
2. Mahesh Bhupathi (Qualificato)
3. David Wheaton (Qualificato)
4. Michael Tebbutt (Qualificato)
5. Pier Gauthier (primo turno)
6. Paul Goldstein (ultimo turno)
7. Óscar Ortiz (primo turno)

1. Luke Jensen (Qualificato)
2. Marcus Hilpert (Qualificato)
3. Mashiska Washington (ultimo turno)
4. Reed Cordish (Qualificato)
5. Kevin Kim (primo turno)
6. Chad Clark (ultimo turno)
7. Todd Meringoff (ultimo turno)

## Qualificati
1. Luis Herrera
2. Mahesh Bhupathi
3. David Wheaton
4. Michael Tebbutt

1. Reed Cordish
2. Luke Jensen
3. Marcus Hilpert

## Tabellone

### Legenda
| - Q = Qualificato - WC = Wild card - LL = Lucky loser | - ALT = Alternate - SE = Special Exempt - PR = Protected Ranking | - w/o = Walkover - r = Ritirato - d = Squalificato |

### Sezione 1
|  | Primo turno | Primo turno    | Primo turno  | Primo turno | Primo turno |  |  | Ultimo turno | Ultimo turno   | Ultimo turno   | Ultimo turno | Ultimo turno |  |
|  |             |                |              |             |             |  |  |              |                |                |              |              |  |
|  | 1           | Luis Herrera   | Luis Herrera | 6           | 6           |  |  |              |                |                |              |              |  |
|  |             | Isaac Donkor   | Isaac Donkor | 1           | 1           |  |  | 1            | Luis Herrera   | Luis Herrera   | 6            | 6            |  |
|  | 14          | Todd Meringoff | 6            | 3           | 6           |  |  | 14           | Todd Meringoff | Todd Meringoff | 2            | 1            |  |
|  |             | Peter Handoyo  | 3            | 6           | 3           |  |  |              |                |                |              |              |  |

### Sezione 2
|  | Primo turno | Primo turno     | Primo turno     | Primo turno | Primo turno |  |  | Ultimo turno | Ultimo turno    | Ultimo turno    | Ultimo turno | Ultimo turno |  |
|  |             |                 |                 |             |             |  |  |              |                 |                 |              |              |  |
|  | 2           | Mahesh Bhupathi | Mahesh Bhupathi | 6           | 6           |  |  |              |                 |                 |              |              |  |
|  |             | Patricio Arquez | Patricio Arquez | 0           | 1           |  |  | 2            | Mahesh Bhupathi | Mahesh Bhupathi | 6            | 6            |  |
|  | 13          | Chad Clark      | Chad Clark      | 7           | 6           |  |  | 13           | Chad Clark      | Chad Clark      | 1            | 0            |  |
|  |             | Murphy Jensen   | Murphy Jensen   | 5           | 3           |  |  |              |                 |                 |              |              |  |

### Sezione 3
|  | Primo turno | Primo turno     | Primo turno     | Primo turno | Primo turno |  |  | Ultimo turno | Ultimo turno  | Ultimo turno  | Ultimo turno | Ultimo turno |  |
|  |             |                 |                 |             |             |  |  |              |               |               |              |              |  |
|  | 3           | David Wheaton   | David Wheaton   | 6           | 6           |  |  |              |               |               |              |              |  |
|  |             | Eduardus Bawono | Eduardus Bawono | 0           | 2           |  |  | 3            | David Wheaton | David Wheaton | 7            | 6            |  |
|  |             | Kevin Kim       | Kevin Kim       | 6           | 6           |  |  |              | Kevin Kim     | Kevin Kim     | 5            | 3            |  |
|  | 12          | Michael Shyjan  | Michael Shyjan  | 3           | 3           |  |  |              |               |               |              |              |  |

### Sezione 4
|  | Primo turno | Primo turno         | Primo turno         | Primo turno | Primo turno |  |  | Ultimo turno | Ultimo turno        | Ultimo turno        | Ultimo turno | Ultimo turno |  |
|  |             |                     |                     |             |             |  |  |              |                     |                     |              |              |  |
|  | 4           | Michael Tebbutt     | Michael Tebbutt     | 7           | 6           |  |  |              |                     |                     |              |              |  |
|  |             | Donavan September   | Donavan September   | 5           | 3           |  |  | 4            | Michael Tebbutt     | Michael Tebbutt     | 7            | 6            |  |
|  | 10          | Mashiska Washington | Mashiska Washington | 6           | 6           |  |  | 10           | Mashiska Washington | Mashiska Washington | 6            | 4            |  |
|  |             | Trey Phillips       | Trey Phillips       | 4           | 3           |  |  |              |                     |                     |              |              |  |

### Sezione 5
|  | Primo turno | Primo turno   | Primo turno   | Primo turno | Primo turno |  |  | Ultimo turno | Ultimo turno  | Ultimo turno  | Ultimo turno | Ultimo turno |  |
|  |             |               |               |             |             |  |  |              |               |               |              |              |  |
|  |             | Grady Burnett | Grady Burnett | 6           | 6           |  |  |              |               |               |              |              |  |
|  | 5           | Pier Gauthier | Pier Gauthier | 4           | 4           |  |  |              | Grady Burnett | Grady Burnett | 3            | 5            |  |
|  | 11          | Reed Cordish  | Reed Cordish  | 6           | 6           |  |  | 11           | Reed Cordish  | Reed Cordish  | 6            | 7            |  |
|  |             | Jamal Johnson | Jamal Johnson | 0           | 1           |  |  |              |               |               |              |              |  |

### Sezione 6
|  | Primo turno | Primo turno     | Primo turno     | Primo turno | Primo turno |  |  | Ultimo turno | Ultimo turno   | Ultimo turno   | Ultimo turno | Ultimo turno |  |
|  |             |                 |                 |             |             |  |  |              |                |                |              |              |  |
|  | 6           | Paul Goldstein  | Paul Goldstein  | 6           | 6           |  |  |              |                |                |              |              |  |
|  |             | Glenn Michibata | Glenn Michibata | 4           | 3           |  |  | 6            | Paul Goldstein | Paul Goldstein | 3            | 6            |  |
|  | 8           | Luke Jensen     | Luke Jensen     | 6           | 6           |  |  | 8            | Luke Jensen    | Luke Jensen    | 6            | 7            |  |
|  |             | Will Ritter     | Will Ritter     | 0           | 0           |  |  |              |                |                |              |              |  |

### Sezione 7
|  | Primo turno | Primo turno    | Primo turno    | Primo turno | Primo turno |  |  | Ultimo turno | Ultimo turno   | Ultimo turno   | Ultimo turno | Ultimo turno |  |
|  |             |                |                |             |             |  |  |              |                |                |              |              |  |
|  |             | Peter Csabai   | 7              | 5           | 7           |  |  |              |                |                |              |              |  |
|  | 7           | Óscar Ortiz    | 5              | 7           | 5           |  |  |              | Peter Csabai   | Peter Csabai   | 4            | 3            |  |
|  | 9           | Marcus Hilpert | Marcus Hilpert | 6           | 6           |  |  | 9            | Marcus Hilpert | Marcus Hilpert | 6            | 6            |  |
|  |             | Trey Harris    | Trey Harris    | 0           | 4           |  |  |              |                |                |              |              |  |